# Kyōto Shoshidai

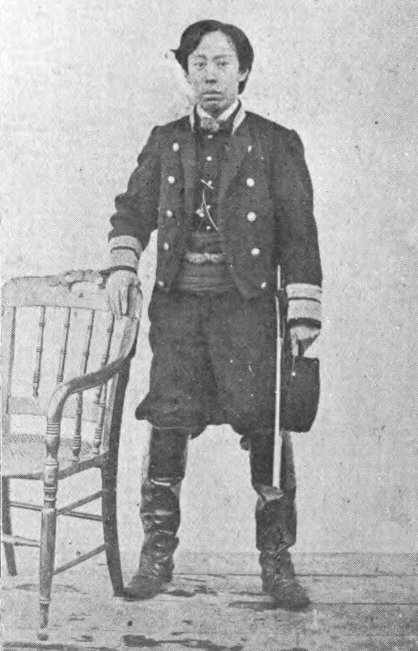
Matsudaira Sadaaki trong trang phục phương Tây dưới thời Bakumatsu với tư cách là Kyōto Shoshidai cuối cùng từ năm 1864 đến năm 1867.

Kyōto Shoshidai (京都所司代 (Kinh Đô sở ty đại)) là một chức vụ hành chính và chính trị quan trọng đại diện Mạc phủ Tokugawa ở Kyōto dưới thời Edo.  Tuy nhiên, tầm quan trọng và hiệu quả của chức quan này được ghi nhận là nhờ Iemitsu, Tướng quân Tokugawa đời thứ ba, người đã phát triển những sáng tạo ban đầu này như những yếu tố quan liêu trong một tổng thể nhất quán và chặt chẽ.

## Đại diện Tướng quân dưới thời Mạc phủ Kamakura
Quan chức này là đại diện cá nhân của các lãnh chúa hùng mạnh thời Chiến Quốc như Oda Nobunaga và Toyotomi Hideyoshi; và nó được thể chế hóa với tư cách là đại diện của Tướng quân Tokugawa. Chức này tương tự như Rokuhara Tandai vào thời Trung đại. Tandai là tên gọi được đặt cho trưởng quan các thành phố thiết yếu (bugyō) dưới thời Mạc phủ Kamakura. Chức này trở nên rất quan trọng dưới thời các nhiếp chính họ Hōjō và luôn do một thành viên thân tín trong gia tộc nắm giữ.

## Đại diện Tướng quân dưới thời Mạc phủ Tokugawa
Chức vụ được mở rộng và các nhiệm vụ được quy ước như một quan chức thuộc Mạc phủ Tokugawa. Shoshidai thường được chọn trong số các fudai daimyō, đại diện Tướng quân ở vùng Kyōto, chịu trách nhiệm duy trì mối quan hệ tốt đẹp và giao tiếp cởi mở giữa Mạc phủ và Triều đình. Không kém phần quan trọng, vị quan này còn được giao nhiệm vụ kiểm soát sự ra vào cung đình của các daimyō. Ông được bổ nhiệm để giám sát các biện pháp tài chính và theo dõi động tĩnh của triều đình, đồng thời đảm bảo an ninh cá nhân của Thiên hoàng và bảo vệ sự an toàn của triều đình. Ví dụ, shoshidai hỗ trợ chức quan phụng hành Kyōto hoặc quản lý thành phố (machi-bugyō) trong việc đưa ra chính sách tích cực về việc chữa cháy cho khu vực cấm cung. Trong bối cảnh này, làm việc với shoshidai có thể là chức quan phụng hành trông nom triều đình của đương kim Thiên hoàng (kinri-zuki bugyō)  và chức quan phụng hành coi sóc triều đình của cựu Thiên hoàng (sendō-zuki bugyō), cả hai đều là những viên chức được Mạc phủ bổ nhiệm.  Ông ta hẳn phải là người đứng đầu một mạng lưới gián điệp với nhiệm vụ thầm lặng là khám phá và báo cáo bất kỳ mưu mô ngầm nào về nổi loạn, chống đối hoặc những rắc rối khác.
Với tư cách là Quan Toàn quyền Kyōto và tám tỉnh xung quanh,shoshidai chịu trách nhiệm thu thuế ở các tỉnh quê hương và các nhiệm vụ khác gắn liền với chức vụ này.  Các quan quản lý thành phố Nara và Fushimi, ngoài quan quản lý thành phố Kyōto, quan chức đại diện Mạc phủ ở Kyōto (daikan), và giới chức trong Cung điện Nijō đều thuộc quyền của shoshidai. Ông được trao quyền để tiếp nhận những điều phù hợp với pháp luật và có quyền kiểm soát tất cả các chùa chiền Phật giáo và đền thờ Thần đạo. Shoshidai còn có lực lượng công vụ (yoriki) và cảnh sát (dōshin)  dưới quyền chỉ huy của họ.
Ngoài các nhiệm vụ hành chính, việc shoshidai tham gia vào các sự kiện nghi lễ còn có chức năng củng cố quyền lực và ảnh hưởng của Mạc phủ. Ví dụ, vào tháng 9 năm 1617, một phái đoàn Triều Tiên được Hidetada tiếp đón tại thành Fushimi, và shoshidai được triệu tập vì hai lý do (1) đối với người Triều Tiên, để nhấn mạnh tầm quan trọng của sứ đoàn và (2) đối với giới công khanh trong triều có mặt, đảm bảo rằng họ có được ấn tượng thích hợp.
Để đủ điều kiện cho chức vụ cao này, cuối cùng đã phát triển với tư cách là quan phụng hành Osaka là điều kiện tiên quyết. Mối liên hệ chặt chẽ, cá nhân với Tướng quân được duy trì thông qua các chuyến thăm đến Edo mỗi năm hoặc sáu năm để báo cáo trực tiếp với Tướng quân. Con đường thăng tiến thông thường là từ quan phụng hành Osaka (judai) đến shoshidai của Kyōto và từ vị trí đó đến chức vụ cao nhất (rōjū). Shoshidai kiếm được 10.000 koku hàng năm, ngoài thu nhập từ phiên trấn của chính mình.
Vào tháng 9 năm 1862, một chức quan kiêm nhiệm, gần như đồng đều được lập nên gọi là "Kyōto shugoshoku" trong nỗ lực nhằm kōbu-gattai (公武合体  tăng cường sự thống nhất qua hôn nhân giữa Triều đình và nhà Tokugawa).  Chủ trương kōbu gattai (Công Vũ hợp thể) là các lãnh chúa phiên trấn và quý tộc triều đình, đang tìm kiếm một phần lớn quyền lực chính trị hơn mà không thực sự tiêu diệt Mạc phủ, trái ngược với một phe cấp tiến hơn, tōbaku (倒幕  lật đổ Mạc phủ), thu hút những người như Ōkubo Toshimichi.  Chức quan tương đồng shugoshoku về cơ bản có các chức năng giống như của shoshidai, nhưng được coi là cấp cao nhất của cả hai; và chỉ các thành viên của gia tộc Matsudaira mới được bổ nhiệm.
Chức Kyōto shoshidai cuối cùng là Matsudaira Sadaaki, đến từ một nhánh thân thích với nhà Tokugawa.  Như một vấn đề thực tế, có thể nói rằng chức vụ này đã kết thúc với việc Sadaaki từ chức vào năm 1867; nhưng vấn đề không quá ồn ào vào thời đó. Sau khi Triều đình Kyōto ra chiếu chỉ phê chuẩn việc khôi phục quyền lực của Thiên hoàng (sự kiện Vương chính Phục cổ vào tháng 11 năm 1867), đã có một khoảng thời gian chậm trễ trước khi chức shoshidai bị bãi bỏ hoàn toàn (tháng 1 năm 1868) và công việc quản lý thành phố Kyōto tạm thời được giao cho các phiên Sasayama (Aoyama), Zeze (Honda) và Kameyama (Matsudaira).

### Danh sáchKyōto Shoshidaithời Edo
| Danh sách Kyōto Shoshidai dưới thời Mạc phủ Tokugawa                                                             | Danh sách Kyōto Shoshidai dưới thời Mạc phủ Tokugawa | Danh sách Kyōto Shoshidai dưới thời Mạc phủ Tokugawa | Danh sách Kyōto Shoshidai dưới thời Mạc phủ Tokugawa                    | Danh sách Kyōto Shoshidai dưới thời Mạc phủ Tokugawa |
| Số thứ tự | Tên gọi                                              | Nhiệm kỳ                                             | Ghi chú                                                                 |                                                      |
| --- | ---------------------------------------------------- | ---------------------------------------------------- | ----------------------------------------------------------------------- | ---------------------------------------------------- |
| Shoshidai thời kỳ Edo được coi là then chốt trong việc duy trì sự ổn định của nước Nhật xuyên suốt nhiều thế kỷ. |                                                      |                                                      |                                                                         |                                                      |
| 1 | Okudaira Nobumasa                                    | 1600–1601                                            |                                                                         |                                                      |
| 2 | Itakura Katsushige                                   | 1601–1619                                            |                                                                         |                                                      |
| 3 | Makino Chikashige                                    | 1654–1668                                            |                                                                         |                                                      |
| 4 | Itakura Shigenori                                    | 1668–1670                                            |                                                                         |                                                      |
| 5 | Nagai Naotsune                                       | 1670–1678                                            |                                                                         |                                                      |
| 6 | Toda Tadamasa                                        | 1678–1681                                            |                                                                         |                                                      |
| 7 | Inaba Masamichi                                      | 1681–1685                                            |                                                                         |                                                      |
| 8 | Tsuchiya Masanao                                     | 1685–1687                                            |                                                                         |                                                      |
| 9 | Naitō Shigeyori                                      | 1687–1690                                            |                                                                         |                                                      |
| 10 | Matsudaira Nobuoki                                   | 1690–1691                                            |                                                                         |                                                      |
| 11 | Ogasawara Nagashige                                  | 1691–1697                                            |                                                                         |                                                      |
| 14 | Matsudaira Nobutsune                                 | 1697–1714                                            |                                                                         |                                                      |
| 15 | Mizuno Tadayuki                                      | 1714–1717                                            |                                                                         |                                                      |
| 16 | Matsudaira Tadachika                                 | 1717–1724                                            |                                                                         |                                                      |
| 17 | Makino Hideshige                                     | 1724–1734                                            |                                                                         |                                                      |
| 18 | Toki Yoritoshi                                       | 1734–1742                                            |                                                                         |                                                      |
| 19 | Makino Sadamichi                                     | 1742–1749                                            |                                                                         |                                                      |
| 20 | Matsudaira Sukekuni                                  | 1749–1752                                            |                                                                         |                                                      |
| 21 | Sakai Tadamochi                                      | 1752–1756                                            |                                                                         |                                                      |
| 22 | Matsudaira Terutaka                                  | 1756–1758                                            |                                                                         |                                                      |
| 23 | Inoue Masatsune                                      | 1758–1760                                            |                                                                         |                                                      |
| 24 | Abe Masasuke                                         | 1760–1764                                            |                                                                         |                                                      |
| 25 | Abe Masachika                                        | 1764–1768                                            |                                                                         |                                                      |
| 26 | Doi Toshisato                                        | 1769–1777                                            |                                                                         |                                                      |
| 27 | Kuze Hiroakira                                       | 1777–1781                                            |                                                                         |                                                      |
| 28 | Makino Sadanaga                                      | 1781–1784                                            |                                                                         |                                                      |
| 29 | Toda Tadatō                                          | 1784–1789                                            |                                                                         |                                                      |
| 30 | Ōta Sukeyoshi                                        | 1789-1782                                            |                                                                         |                                                      |
| 31 | Hotta Masanari                                       | 1792–1798                                            |                                                                         |                                                      |
| 32 | Makino Tadakiyo                                      | 1798–1801                                            |                                                                         |                                                      |
| 33 | Doi Toshiatsu                                        | 1801–1802                                            |                                                                         |                                                      |
| 34 | Aoyama Tadayasu                                      | 1802–1804                                            |                                                                         |                                                      |
| 35 | Inaba Masanobu                                       | 1804–1806                                            |                                                                         |                                                      |
| 36 | Abe Masayoshi                                        | 1806–1808                                            |                                                                         |                                                      |
| 37 | Sakai Tadayuki                                       | 1808–1815                                            |                                                                         |                                                      |
| 38 | Ōkubo Tadazane                                       | 1815–1818                                            |                                                                         |                                                      |
| 39 | Matsudaira Norihiro                                  | 1818–1823                                            |                                                                         |                                                      |
| 40 | Naitō Nobuatsu                                       | 1823–1825                                            |                                                                         |                                                      |
| 41 | Matsudaira Yasutō                                    | 1825–1826                                            |                                                                         |                                                      |
| 42 | Mizuno Tadakuni                                      | 1826–1828                                            |                                                                         |                                                      |
| 43 | Matsudaira Muneakira                                 | 1828–1832                                            |                                                                         |                                                      |
| 44 | Ōta Sukemoto                                         | 1832–1834                                            |                                                                         |                                                      |
| 45 | Matsudaira Nobuyori                                  | 1834–1837                                            |                                                                         |                                                      |
| 46 | Doi Toshitsura                                       | 1837–1838                                            |                                                                         |                                                      |
| 47 | Manabe Akikatsu                                      | 1838–1840                                            |                                                                         |                                                      |
| 48 | Makino Tadamasa                                      | 1840–1843                                            |                                                                         |                                                      |
| 49 | Sakai Tadaaki                                        | 1843–1850                                            |                                                                         |                                                      |
| 50 | Naitō Nobuchika                                      | 1850–1851                                            |                                                                         |                                                      |
| 51 | Wakisaka Yasuori                                     | 1851–1857                                            |                                                                         |                                                      |
| 52 | Honda Tadamoto                                       | 1857–1858                                            |                                                                         |                                                      |
| 53 | Sakai Tadaaki                                        | 1858–1862                                            |                                                                         |                                                      |
| 54 | Matsudaira Munehide                                  | 1862                                                 | Daimyō của Tango-Miyazu, về sau tham gia vào các cuộc đàm phán quốc tế. |                                                      |
| 55 | Makino Tadayuki                                      | 1862–1863                                            | Daimyō của Nagaoka.                                                     |                                                      |
| 56 | Inaba Masakuni                                       | 1863–1864                                            |                                                                         |                                                      |
| 57 | Matsudaira Sadaaki                                   | 1864–1867                                            | Shoshidai cuối cùng; em trai của Matsudaira Katamori.                   |                                                      |